# Klinton Spilsbury
Glenn Klinton Spilsbury (* 4. März 1950 in Chihuahua, Mexiko) ist ein US-amerikanischer ehemaliger Schauspieler. Für seine Titelrolle im Western Die Legende vom einsamen Ranger wurde er 1982 mit zwei Goldenen Himbeeren ausgezeichnet. Zu Beginn seiner kurzen Filmkarriere benutzte er das Pseudonym Max Keller.

## Leben und Karriere
Klinton Spilsbury kam als Spross einer sportlichen Großfamilie in einer Mormonenkolonie im Norden Mexikos zur Welt. Kindheit und Jugend verbrachte er vor allem in Arizona, wo sein Vater Max (1924–2001) an der Northern Arizona University erfolgreich das Footballteam der Lumberjacks trainierte. Nachdem er kurzzeitig an der Brigham Young University studiert hatte, versuchte Spilsbury sein Glück in Hollywood. Im Jahr 1978 hatte er unter dem Pseudonym Max Keller erste Auftritte in einer Episode der beliebten Dramaserie Lou Grant sowie als Student im Fernsehfilm Suddenly, Love mit Cindy Williams und Paul Shenar.

### Die Legende vom einsamen Ranger
1980 erhielt Klinton Spilsbury als Titelheld im Western Die Legende vom einsamen Ranger die erste und einzige große Filmrolle seiner Karriere. Im Laufe des Castings setzte er sich gegen erfahrene Schauspieler wie Bruce Boxleitner, Stephen Collins und Nicholas Guest durch. Wie die Produzenten später zugaben, hatte Spilsbury die Rolle jedoch nicht aufgrund seines schauspielerischen Talents bekommen, sondern weil er „in der Maske großartig aussah“. Man erhoffte sich von ihm, dem Film zu einem ähnlichen Erfolg zu verhelfen, wie das Christopher Reeve wenige Jahre zuvor mit Superman gelungen war. Während Andy Warhol sein Aussehen als „Kreuzung zwischen Warren Beatty und Clint Eastwood“ beschrieb, schwärmte sein Agent John Crosby noch 2013 von Spilsburys Auftreten:

“To this day, I think he is the most striking man that I have ever put my eyes on, and a terrific fella on top of all that. It was like he walked in on a white horse. He was as close as you could come in real life to the Lone Ranger.”

„Bis heute denke ich, dass er der eindrucksvollste Mann ist, den ich je gesehen habe, und obendrein ein toller Kerl. Es war, als käme er auf einem weißen Pferd angeritten. Er kam dem Lone Ranger im wirklichen Leben so nahe wie nur irgend möglich.“

Nachdem Co-Produzent und Rechteinhaber Jack Wrather bereits im Vorfeld der Produktion für eine Kontroverse gesorgt hatte, indem er dem früheren Lone-Ranger-Darsteller Clayton Moore gerichtlich untersagt hatte, die Figur weiterhin öffentlich zu verkörpern, ergaben sich während der Dreharbeiten weitere Probleme. Spilsbury soll schon am ersten Drehtag sehr arrogant aufgetreten und im Laufe der Produktion zumindest einmal in eine Barschlägerei verwickelt gewesen sein. Um die emotionale Entwicklung seiner Rolle besser vermitteln zu können, beharrte der 30-Jährige auf der kostspieligen Forderung, die meisten Szenen in chronologischer Reihenfolge zu drehen. Zudem soll er sich mehrfach über Anweisungen von Regisseur William Fraker beschwert haben. Weil die Produzenten Spilsburys Stimme im Nachhinein als nicht kraftvoll und seinen Vortrag als nicht leidenschaftlich genug empfanden, ließen sie einen Großteil seines Textes durch den Schauspieler James Keach synchronisieren. Dieser Umstand gelangte an die Öffentlichkeit und sorgte genauso wie die Nachrichten über Schlägereien für schlechte Publicity.
Bei Produktionskosten von 18 Millionen US-Dollar spielte der Film lediglich 12 Millionen Dollar ein und setzte der Karriere seines Hauptdarstellers ein abruptes Ende. Während fast alle anderen Beteiligten, darunter auch der ebenfalls unerfahrene Michael Horse in der Rolle des treuen Gefährten Tonto, das finanzielle und kritische Desaster einigermaßen unbeschadet überstanden, haftete Spilsbury fortan das Label „Kassengift“ an. Ein Rollenangebot für einen letztlich nie realisierten Adam-und-Eva-Film von John und Bo Derek wurde zurückgezogen, nachdem Die Legende vom einsamen Ranger gefloppt war. Darüber hinaus gewann Spilsbury 1982 im Rahmen der Goldenen Himbeere in den Kategorien Schlechtester Schauspieler und Schlechtester Newcomer zwei von insgesamt drei Preisen für den fünffach nominierten Film.

### Späteres Leben
Klinton Spilsbury zog sich aus dem Filmgeschäft zurück, heiratete und lebte eine Weile in Europa, wo er als Model arbeitete und in Werbefilmen auftrat. Außerdem gab er eine Zeitlang Schauspielunterricht an der Herpolsheimer Academy in Vancouver. Nach vier Jahren Ehe starb seine Frau, die Schauspielerin Lisa Shure, an den Folgen einer Diabeteserkrankung und er kehrte 1989 nach Los Angeles zurück. Dort war er als freiberuflicher Fotograf, aber auch als Angestellter bei einer Fast-Food-Kette tätig. Sämtliche Versuche, seine Schauspielkarriere wiederzubeleben, schlugen aufgrund ausbleibender Rollenangebote fehl. In einem im Rahmen der postum erschienenen Andy Warhol Diaries erneut aufgetauchten PR-Interview, das der Künstler bereits 1980 mit ihm geführt hatte, hatte Spilsbury betrunken eine Affäre mit dem Modedesigner Halston gestanden und außerdem für die Schauspieler Bud Cort und Dennis Christopher geschwärmt. Laut Warhol habe er damit „sein ganzes Image zerstört“.
In den folgenden Jahrzehnten mied Spilsbury die Medien und ließ auch 2013 Interviewanfragen anlässlich des Kinostarts der mit Armie Hammer in der Titelrolle besetzten Lone-Ranger-Neuverfilmung unbeantwortet. Der für Entertainment Weekly schreibende Jeff Labrecque nannte den Schauspieler, über den im Internet Berichte „unbestätigter Sichtungen“ kursierten, eine „Kuriosität“ und ein (für die Verlockungen Hollywoods) „abschreckendes Beispiel“.

## Filmografie
- 1978: Lou Grant (Fernsehserie, 1 Episode, als Max Keller)
- 1978: Suddenly, Love (Fernsehfilm, als Max Keller)
- 1981: Die Legende vom einsamen Ranger (The Legend of the Lone Ranger)

## Auszeichnungen
- 1981: Stinker Bad Movie Award in der Kategorie schlechtester Schauspieler für Die Legende vom einsamen Ranger
- 1982: Goldene Himbeere in der Kategorie schlechtester Schauspieler für Die Legende vom einsamen Ranger
- 1982: Goldene Himbeere in der Kategorie schlechtester Newcomer für Die Legende vom einsamen Ranger